# Solar Jetman
Solar Jetman: Hunt for the Golden Warpship é um jogo de tiro multidirecional desenvolvido pela Zippo Games e pela Rare e publicado pela Tradewest na América do Norte e pela Nintendo na Europa. Foi lançado na América do Norte em 14 de outubro de 1990 e na Europa  em 26 de setembro de 1991 para o Nintendo Entertainment System (NES). O jogo é o terceiro da série Jetman e mais tarde foi relançado pela Nintendo para seu sistema de arcade baseado em NES PlayChoice-10 nos Estados Unidos em 1990.
No jogo, o protagonista da série Jetman deve manobrar sua pequena nave através de cavernas de vários planetas enquanto procura por peças da Golden Warpship. Solar Jetman é apresentado em um ambiente de visão lateral horizontal e tem várias forças gravitacionais para cada planeta, o que sujeita a nave de Jetman a várias formas de inércia. Semelhante aos seus antecessores, Jetman deve manter sua nave abastecida com combustível para poder progredir nos níveis.
O jogo foi desenvolvido principalmente pela Zippo Games, desenvolvedora de Manchester, sob o nome de Iota, antes de ser solicitado pela Rare que mudasse-o para um jogo da série Jetman. Portes do jogo para o Amiga, Commodore 64 e Atari ST foram concluídas, mas não lançadas devido às vendas fracas da versão de NES. Apesar disso, Solar Jetman recebeu críticas positivas após o lançamento, com os críticos elogiando seu visual e seus gráficos, mas criticando seu nível de dificuldade. Posteriormente, foi incluído na compilação retrospectiva de 2015 da Rare para Xbox One Rare Replay.

## Jogabilidade

Uma imagem estática da jogabilidade. Jetman deve manobrar sua cápsula através de vários planetas com variadas forças gravitacionais

Solar Jetman é um jogo de tiro multidirecional que é apresentado em uma visão lateral horizontal, em uma veia semelhante às entradas anteriores da série Jetman. O jogo se passa após os eventos de Lunar Jetman e envolve o protagonista da série Jetman em sua busca para reunir todas as peças da Golden Warpship, uma mítica nave estelar que permite viagens interestelares. O jogador controla a cápsula de Jetman no sentido horário ou anti-horário. A cápsula está sujeita a inércia, mas não a arrastamentos dependendo do nível de gravidade do planeta definido. A atração constante da gravidade muda todos os níveis, o que torna o voo estável desafiador e manobrar o casulo mais difícil conforme os níveis progridem.
Solar Jetman tem doze planetas e um planeta oculto, cada um com sua própria gravidade e sistema de cavernas infestadas de inimigos. O objetivo é navegar por essas cavernas com pequenas cápsulas a jato lançadas de uma nave-mãe imóvel, em cada planeta trazendo um pedaço da Golden Warpship e combustível suficiente para viajar para a próxima. Os itens são coletados com um cabo de reboque que torna o voo mais difícil devido ao arrasto do item e são lançados sobre a nave-mãe ou depositados em pequenos buracos de minhoca mais profundos nas cavernas. Os pontos são ganhos recuperando objetos de valor e destruindo inimigos, e podem ser gastos após cada estágio para comprar power-ups para a cápsula de Jetman. Se uma cápsula for destruída, Jetman irá ejetar da cápsula e andar em um ágil, mas vulnerável traje espacial. O jogador pode voltar para a nave-mãe para coletar uma nova cápsula. Se o jogador morrer fora de sua cápsula, uma vida será perdida.

## Desenvolvimento e lançamento
"Queríamos fazer nossos próprios jogos. Já projetamos e desenvolvemos Ironsword, e não queríamos mais fazer esse tipo de trabalho. Mas se íamos fazer uma sequência de qualquer coisa, pode muito bem ter sido algo de que gostamos, e acho que gostamos do Jetpac original."

—Ste Pickford em uma entrevista retrospectiva com a Retro Gamer
Solar Jetman foi desenvolvido em conjunto pela desenvolvedora de Manchester Zippo Games e pela Rare, de Leicestershire. Fundada pelos irmãos Ste e John Pickford, a Zippo Games foi conhecida por desenvolver Ironsword, uma sequência do jogo da Rare Wizards & Warriors, de 1987. Impressionado com o sucesso de Ironsword, a Rare comprou a Zippo Games e encomendou-lhes mais projetos de desenvolvimento, uma decisão que foi vista de forma desfavorável por Ste Pickford, já que ele queria se concentrar no desenvolvimento de jogos de forma independente. Após a compra, os irmãos Pickford começaram o desenvolvimento de Iota em 1 de junho de 1989, um jogo que foi concebido pelo programador Steve Hughes para ser um arcade-shooter inspirado em Oids, para Atari ST. Apesar de ter o controle criativo inicial sobre Iota, a Rare ordenou que a Zippo Games mudasse o jogo para um título de Jetman na metade do desenvolvimento.
Durante o final da década de 1980, os irmãos Stamper venderam os direitos da Ultimate Play the Game para a U.S. Gold e mudaram seu foco do mercado britânico de computação doméstica para jogos de console doméstico mais abrangentes. A empresa se tornou uma das primeiras desenvolvedoras ocidentais a obter uma licença da Nintendo para produzir jogos para o Nintendo Entertainment System, durante o qual a Rare começou a empregar mais funcionários e expandir suas operações para desenvolver mais jogos para consoles domésticos.
Depois que o desenvolvimento mudou para Solar Jetman, os irmãos Pickford receberam pouca contribuição da Rare, com Ste Pickford mais tarde especulando que os irmãos Stamper tinham confiança em suas habilidades, apesar de terem sido confiados com sua série mais "reverenciada". Em uma entrevista retrospectiva, Ste Pickford afirmou que, para a mecânica de Solar Jetman, ele se inspirou no jogo de ZX Spectrum Scuba Diving (lit. "mergulhador"), admitindo que as forças gravitacionais da capsula de Jetman eram uma reminiscência da maneira de como um mergulhador manobrava. O desenvolvimento de Solar Jetman durou cerca de um ano e começou de uma equipe padrão de dois homens para uma força de trabalho de várias pessoas conforme o jogo eventualmente crescia em escala.
Logo após o lançamento, a Sales Curve Interactive anunciou portes de Solar Jetman para ZX Spectrum, Commodore 64, Atari ST e Amiga, todos desenvolvidos pela Software Creations e publicados pela Storm. As versões de Commodore 64, Amiga e Atari ST foram concluídas e a de ZX Spectrum atingiu um estado de demonstração jogável, antes do projeto ser cancelado devido às vendas fracas da versão original de NES e a inadequação percebida para os mercados de computadores domésticos. A versão de Commodore 64 foi posteriormente descoberta e disponibilizada para download. Apesar dos cancelamentos, Solar Jetman foi posteriormente relançado pela Nintendo para seu sistema de arcade baseado em NES PlayChoice-10 em 1990. O jogo foi posteriormente incluído na compilação retrospectiva de 2015 da Rare para Xbox One Rare Replay.

## Recepção
O jogo recebeu críticas positivas dos críticos após o lançamento, apesar das vendas fracas da versão de NES. Críticos da Mean Machines elogiaram a jogabilidade, afirmando que era "incomparável" e que as diferentes forças de gravidade de cada planeta forneciam "desafios únicos". Similarmente, Richard Leadbetter, da Computer and Video Games, elogiou a jogabilidade, achou-a desafiadora e afirmou que a adição de power-ups a potencializa; além disso, comparou-a com a de Thrust. Steve Jarrett, da Total!, afirmou que a jogabilidade era simplista, mas viciante, já que a exploração dos doze planetas do jogo "deixaria o jogador nisso por semanas".
Os gráficos e o som também foram elogiados. Revisores da Mean Machines afirmaram que os gráficos eram "simplesmente brilhantes" e apresentavam uma "realização artística", enquanto o som era de semelhança "excelente". Leadbetter afirmou que o som e os gráficos eram "funcionais" ao invés de excelentes, apesar de observar que os gráficos pareciam "rápidos e suaves". Jarrett considerou-os simples, mas "perfeitamente suaves" na aparência, elogiando também a animação suave dos inimigos e o movimento da nave do jogador. Ele também elogiou o som, chamando a trilha sonora de "misteriosa", mas "ótima". A jogabilidade e o valor de repetição foram elogiadas por um revisor da Mean Machines, o qual afirmou que o número de níveis e itens irá durar "alguns meses". Jarrett, da mesma forma, afirmou que os doze níveis do jogo fornecem uma boa rejogabilidade devido à dificuldade.